# 古澤裕介
古澤 裕介（ふるさわ ゆうすけ、1976年1月30日 - ）は、日本の俳優である。神奈川県出身。

## 略歴・人物
高校時代、映画や演劇が好きで頻繁に観るうちに自身も演じたい欲求が芽生えるようになったものの、人前にでることが苦手であったために勇気がでず、帰宅しては悶々とノイズミュージックを聴く日々を過ごしていた。
しかし、1992年にINCAPACITANTS（インキャパシタンツ）のライヴを観に行き、表現する素晴らしさを改めて強く感じ、俳優の道に進むことを決意する。
大学の演劇部、劇団での活動を経て、三浦大輔主宰の劇団ポツドールに『激情』（2004年）より参加。以降、ほぼ全作品に出演し、三浦大輔の舞台・映像には欠かせない存在となっている。

銀杏BOYZの峯田和伸から友人としてファンにも浸透している。
趣味は、ノイズミュージック、映画鑑賞、読書。声が大きく、演技が特徴的。ドラえもん好き。甘党。

## 出演

### テレビドラマ
- フジテレビ「劇団演技者。」第5回公演作『激情』（2004年10月20日 - 11月10日、全4話）杉山 役
- フジテレビ「劇団演技者。」第15回公演作『男の夢』（2006年1月11日 - 2月8日、全5話） 西村 役
- フジテレビ『モンスターペアレント』第1話「娘の担任をかえろ」（2008年7月1日）一郎 役
- テレビ東京『Café吉祥寺で』第10話（2008年10月10日）
- NHK『ママさんバレーでつかまえて』
  - 第3話「あこがれのヒーローショー」（2009年10月25日）プリン男（万引き常習犯） / おむすにゃん操演 役
  - 第7話「マミーズの結成記念日」（2009年11月22日）プリン男（万引き常習犯） 役
- フジテレビ『東京DOGS』第1話「お前かわいいな」（2009年10月19日）
- フジテレビ『血液型別オンナが結婚する方法♪』第四夜「AB型」（2009年2月26日） 桜宮大学理工学部 学生 役
- テレビ朝日『霊能力者 小田霧響子の嘘』第3霊「心霊写真×神隠し」（2010年10月24日）手越（オダギリスト） 役
- フジテレビ『CONTROL〜犯罪心理捜査〜』第Ⅲ輪「子供の心理と消えた犯人の謎」（2011年1月25日）坂井俊夫 役
- フジテレビ「世にも奇妙な物語 2011年 秋の特別編」『いじめられっこ』（2011年11月26日）助手 役
- WOWOW『ヒトリシズカ』最終話（2012年11月25日）
- テレビ東京『撮らないで下さい!!グラビアアイドル裏物語』第5話「恥辱Dカップ盗撮マニア 小松彩夏編」（2012年2月10日）
- MBS『クロヒョウ2 龍が如く 阿修羅編』
  - 第八章（2012年5月24日、MBS / 27日、TBS）
  - 第九章（2012年5月31日、MBS / 6月3日、TBS）
- 日本テレビ『ティーンコート』第2話「窃盗犯の狙いは毒物 奇想天外な論告求刑」（2012年1月17日）
- フジテレビ『リーガル・ハイ』第9話「恩讐の村人よ…美しき故郷を取り戻せ!!」（2012年6月12日）原告 浜村 役
- フジテレビ『Oh,My Dad!!』第5話「新生活は問題続出！ 消えた母との思い出」（2013年8月8日）
- NHK『実験刑事トトリ2』
  - 第4回「ビリヤードが終わったあとに」（2013年11月2日）ストーカー 役
  - 第5回「秘密〜ある小説家の死について」（2013年11月9日）ストーカー 役
  - 第6回「学園がけがされる時」（2013年11月16日）ストーカー 役
- フジテレビ『よろず屋ジョニー』第1話（2015年11月20日、CS / 12月1日、BS）奥津 役
- 日本テレビ『デスノート』
  - 第6話「ついにキラ逮捕! 僕がキラだ…自白に隠された驚愕の作戦とは」（2015年8月9日） 樹多正彦 役
  - 第7話「全てはキラの計画通り…L、死へのカウントダウン最終決戦へ」（2015年8月16日） 樹多正彦 役
- NHK大河ドラマ『花燃ゆ』第46回「未来への絆」（2015年11月15日）囚人 役
- NHK『コントレール～罪と恋～』第7回「消せない傷」（2016年6月3日）
- NHK『嫌な女』最終回「夏子の遺言」（2016年4月10日）
- BSフジ『猫忍』（2017年1月 - 3月）
- Amazon prime『東京ヴァンパイアホテル』（2017年6月16日 - ）
- テレビ朝日『重要参考人探偵』第2話「殺人オーディションと10年前の"点と線"」（2017年10月27日）
- テレビ東京『デッドストック～未知への挑戦～』第9話（2017年6月19日）
- NHK連続テレビ小説『ひよっこ』第133回（2017年9月4日）/135回（2017年9月6日）雑誌記者 役
- NHK連続テレビ小説『半分、青い。』第64～66,68回 （2018年6月14日-2018年6月20日）「月刊アモーレ」編集者 黒崎良平 役
- テレビ東京「ゴッドタン〜The God Tongue 神の舌〜」[第4回芝居ヤバい芸人No.1決定戦]（2018年6月2日）
- テレビ朝日『ブスだってI LOVE YOU』（2018年12月28日）美容整形外科医 役

### 配信ドラマ
- 浅草キッド（2021年12月9日 - 、Netflix）[2]

### 映画
- 『怪奇!!幽霊スナック殴り込み!』（2006年 監督：杉作J太郎）
- 『日が暮れても彼女と歩いてた』（2007年 監督：高柳元気）
- 『L change the WorLd（2008年 原作：大場つぐみ・小畑健/監督：中田秀夫/脚本：大石哲也） 樹多正彦 役
- 『罪 tsumi』（2009年　監督：いまおかしんじ）
- 『獣の交わり 天使とやる』（2009年　監督：いまおかしんじ）
- 『ボーイズ・オン・ザ・ラン』（2010年 原作：花沢健吾/監督・脚本：三浦大輔）“元板前”轟 役
- 『明日やること ゴミ出し 愛想笑い 恋愛。』（2010年 監督：上利竜太）
- 『GANTZ』（2011年 監督：佐藤信介）岡崎明俊 役
- 『苦役列車』（2012年 監督：山下敦弘）大家の息子 役
- 『麦子さんと』 （2013年 監督：吉田恵輔/脚本：吉田恵輔・仁志原了）警官 役
- 『テルマエロマエⅡ』（2014年 監督：武内英樹）
- 『あなたもまた虫である』（2014年 監督：戸田幸宏）
- 『ピース オブ ケイク』（2015年 原作：ジョージ朝倉/監督：田口トモロヲ）AVレンタル客 役
- 『闇金ドッグス』（2015年 監督：土屋哲彦）キモヲタニート 日向良夫 役[3]
- 『ライチ☆光クラブ』（2016年 原作：古屋兎丸/監督：内藤瑛亮）カワムラ 役
- 『先生! 、、、好きになってもいいですか？』（2017年 監督：三木孝浩）
- 『覗かれる人妻 シュレーディンガーの女』（2018年 監督。脚本：城定秀夫/主演：あやみ旬果）独身男 生島 役
- 『素敵なダイナマイトスキャンダル』（2018年 原作：末井昭/監督・脚本：冨永昌敬）
- 『騙し絵の牙』（2021年　原作:塩田武士　監督:吉田大八）

### ミュージックビデオ
- 銀杏BOYZ
  - 「東京終曲」（2013年 監督：峯田和伸）フルサワ 役[4]
  - 「恋は永遠」（2017年 監督・脚本：三浦大輔）観客 役[5]
- 世田谷ピンポンズ
  - 「ときめき坂」（2019年 監督：[[]]）

### CM
- エステー「消臭ポット　パトランプ」篇（2005年）
- KADOKAWA「角川文庫 夏の100冊 集団」篇（2008年 監督：山下敦弘）
- HALLS×ミスマガジン30周年企画 iPhone/iPad無料アプリ『ホールズイーターを使ってみた。』（2010年）[6]
- サンシャインサカエ「蚊」篇（2012年 CMディレクター：佐藤渉[7]）
- スクウェア・エニックス『ドラゴンクエストモンスターズ　スーパーライト』「5周年記念お祝いスライム転がし」篇（2018年）[8]
- ブックオフ『本だけじゃないBOOK・OFF』 「本ねぇじゃん」篇[9]、「心を読める心くん(店員 寺田心)」篇[10] 男性客 役（2019年 CMディレクター：佐藤渉）
- カレーメシ『信じてまぜろ』(2019年　CMディレクター:佐藤渉)
- スマレジ「アパレル」篇（2023年）

### 舞台
- 劇団ゴキブリコンビナート『粘膜ひくひくゲルディスコ vol.2』（2002年）
- 劇団ゴキブリコンビナート『ファミリーミュージカル♪ゲノム夢の島』（2003年）
- ポツドール vol.11『激情』（2004年 脚本・演出：三浦大輔）
- ポツドール vol.12『ANIMAL』（2004年 脚本・演出：三浦大輔）
- 東京デスロック CARAVAN♯2『社会』（2005年 脚本・演出：多田淳之介）
- ポツドール vol.13『愛の渦』（2005年 脚本・演出：三浦大輔）※第50回岸田國士戯曲賞受賞[11]
- ポツドール vol.14『夢の城』（2006年 脚本・演出：三浦大輔）
- ポツドール vol.15『恋の渦』（2006年 脚本・演出：三浦大輔）
- ポツドール vol.16『激情』再演（2007年 脚本・演出：三浦大輔）
- 鉄割アルバトロケット『馬とマウスの阿房トラベル』（2007年 脚本：戌井昭人/演出：牛嶋みさを）
- ALGO主催 ケンジ中尾プロデュース『となり町戦争』（2007年 原作：三崎亜記）
- 三鷹市芸術文化センタープレゼンツ ポツドール『人間♥失格』（2007年 脚本・演出：三浦大輔） タケシ 役
- 鉄割アルバトロケット『たこまわせ』（2007年 脚本：戌井昭人/演出：牛嶋みさを）
- M&OPLAYSプロデュース音楽劇『死ぬまでの短い時間』（2007年-2008年 脚本・演出：岩松了）
- ポツドール vol.17『顔よ』（2008年 脚本・演出：三浦大輔）
- 劇団ゴキブリコンビナート『いつかギトギトする日』（2008年）
- ポツドール vol.18『愛の渦』再演（2009年 脚本・演出：三浦大輔）
- PARCOプロデュース『裏切りの街』（2010年 脚本・演出：三浦大輔）田村修 役
- 青山円劇カウンシル＃4～Re～『その族の名は「家族」』～『て』改題～（2010年 脚本・演出：岩井秀人）
- ポツドール vol.19『おしまいのとき』（2011年 脚本・演出：三浦大輔）
- ポツドール『愛の渦』Berliner Festspiele（ベルリン）公演
- ポツドール『夢の城-Castle of Dreams-』（2012年 KYOTO EXPERIMENT 脚本・演出：三浦大輔）
- ポツドール『夢の城-Castle of Dreams-』（2012年 FESTIVAL/TOKYO 脚本・演出：三浦大輔）
- ポツドール『愛の渦』欧州（ヨーロッパ）公演2013（脚本・演出：三浦大輔）
  - ノルマンディー印象派フェスティバル Gare maritime-le Volcan ルアーブル
  - Théâtre de Nîmes ニーム
  - フェスティバル・ドートンヌ パリ日本文化会館
- RooTS Vol.1『ストリッパー物語』（2013年 脚本：つかこうへい/構成・演出：三浦大輔）
- 鉄割アルバトロスケット『鉄ラゼン』（2014年 脚本：戌井昭人/演出：牛嶋みさを）
- PARCOプロデュース『母に欲す』（2014年 脚本・演出：三浦大輔）
- 『禁断の裸体』（2015年 脚本：ネルソン・ロドリゲス/演出：三浦大輔）
- 鉄割アルバトロスケット『HODOCHICCHI』（2015年 脚本：戌井昭人/演出：牛嶋みさを）
- 『娼年』（2016年 脚本：石田衣良/脚本・演出：三浦大輔）泉川 役
- 鉄割アルバトロスケット『鉄寿』（2017年 脚本：戌井昭人/演出：牛嶋みさを）
- 鉄割アルバトロスケット『鉄割六本公演』（2017年 脚本：戌井昭人/演出：牛嶋みさを）
- ラ・セッテ プロデュース『ギャングアワー』（2018年 脚本：羽仁修/演出：佐野大樹）ホームレス 役
- アタミアートウィーク2018鉄割アルバトロスケット『熱海の鉄割』（2018年 脚本：戌井昭人/演出：牛嶋みさを）
- 鉄割アルバトロスケット『無題です。』（2018年 脚本：戌井昭人/演出：牛嶋みさを）
- MOT（東京都現代美術館）サテライト2018秋うごきだす物語『鉄割アルバトロスケット』（2018年 脚本：戌井昭人/演出：牛嶋みさを）
- 鉄割アルバトロスケット『デリシャと鉄割』（2018年 脚本：戌井昭人/演出：牛嶋みさを）
- 鉄割アルバトロスケット『うぬ。』（2019年 脚本：戌井昭人/演出：牛嶋みさを）